# Comuna Icoana, Olt
Icoana este o comună în județul Olt, Muntenia, România, formată din satele Floru, Icoana (reședința) și Ursoaia. Icoana este așezată la limita de est a județului Olt pe malul drept al râului Vedea, în cursul ei superior, în apropierea zonei de contact dintre Câmpie și Podișul Getic.
Vecinii:
- În partea de nord comuna Icoana se învecinează cu comuna Potcoava,
- În partea de sud - est cu comuna Tufeni,
- La nord - vest cu comuna Șerbănești,
- La vest cu comuna Movileni,
- Iar la est cu comuna Bârla din județul Argeș.

Numele localității Icoana provine, din spusele bătrânilor, de la icoana fixată într-un stejar bătrân de niște călugări care s-au retras în pădure din cauza turcilor. Stejarul se găsea la hotarul dintre satul Buzești și Icoana și în jurul lor s-au format așezări omenești care au început a fi cunocute sub numele de Icoana.

## Demografie
Componența etnică a comunei Icoana
     Români (94,91%)
     Alte etnii (0%)
     Necunoscută (5,09%)
Componența confesională a comunei Icoana
     Ortodocși (91,45%)
     Baptiști (1,51%)
     Alte religii (0,19%)
     Necunoscută (6,85%)
Conform recensământului efectuat în 2021, populația comunei Icoana se ridică la 1.591 de locuitori, în scădere față de recensământul anterior din 2011, când fuseseră înregistrați 1.917 locuitori. Majoritatea locuitorilor sunt români (94,91%), iar pentru 5,09% nu se cunoaște apartenența etnică. Din punct de vedere confesional, majoritatea locuitorilor sunt ortodocși (91,45%), cu o minoritate de baptiști (1,51%), iar pentru 6,85% nu se cunoaște apartenența confesională.

## Politică și administrație
Comuna Icoana este administrată de un primar și un consiliu local compus din 11 consilieri. Primarul, Valentin Miu[*], de la Partidul Național Liberal, este în funcție din 1 noiembrie 2024. Începând cu alegerile locale din 2024, consiliul local are următoarea componență pe partide politice:
|  | Partid                    | Consilieri | Componența Consiliului | Componența Consiliului | Componența Consiliului | Componența Consiliului | Componența Consiliului | Componența Consiliului | Componența Consiliului |
|  | ------------------------- | ---------- | ---------------------- | ---------------------- | ---------------------- | ---------------------- | ---------------------- | ---------------------- | ---------------------- |
|  | Partidul Național Liberal | 7          |                        |                        |                        |                        |                        |                        |                        |
|  | Partidul Social Democrat  | 4          |                        |                        |                        |                        |                        |                        |                        |

## Situația administrativă
Comuna Icoana este formată din trei sate: Icoana, Ursoaia, Floru.
Comuna este constituită administrativ după anul 1950, aparținând de raionul Slatina. Din anul 1909 până în anul 1926 centrul a fost în comuna Floru. Din 1926 - 1950 Ursoaia a fost comună singură, iar din 1926 până în 1938 centrul comunei a fost stabilit în satul Icoana. Din anul 1935 până în anul 1945 acesta s-a mutat din nou în Floru, iar după anul 1940 se mută la Icoana unde există și astăzi. În anul 1950 Ursoaia este atașată de comuna Icoana.
Ursoaia este cel mai vechi sat atestat documentar; apare în documentele din 16 ianuarie 1655, când domnitorul Constantin Șerban dăruiește lui Pătrașcu Pârcălabul moșia Stanislaveștilor după cum reiese din monografia județului Olt. Denumirea satului Ursoaia nu reiese din documente scrise, dar se păstrează de la bătrâni mai multe versiuni:
- în imediata apropiere a satului există un loc cu denumirea de Ursoaia de unde și-a luat denumirea și satul,
- altă versiune este că satul Ursoaia și-a luat denumirea de la unele animale sălbatice (urși), care au trăit în pădurile acestei localități,
- iar a treia versiune spune că Mihai Viteazul în urma bătăliei de la Călugăreni a dăruit ca recompense pentru vitejia dovedită în luptă, unuia din căpeteniile sale, Ion Ursu, o moșie care a luat numele de Ursoaia. Numele satului vecin - Buzești - provine în mod asemănător de la numele căpitanului Preda Buzescu ce a avut o moșie de la același Mihai Viteazul.

Satul Icoana este format din doua cătune: Icoana și Călugăreasca.
Satul Floru și-a luat denumirea de la pârâul Florișoru pe valea căruia creșteau multe flori.
Suprafața vetrei locuită de cele trei sate ale comunei Icoana este de 349 ha, repartizată pe vetre astfel: Icoana 148 ha, Ursoaia 139 ha și Floru aproximativ 100 ha. Suprafața teritoriului este de peste 2.500 ha. Lungimea pe care se întind cele 3 sate depășește 15 km. La jumătatea distanței între satele Ursoaia și Icoana se unește pârâul Plapcea cu răul Vedea.

## Căi de acces și distanțe
Comuna Icoana este străbătută de drumul județean DJ703. Vezi pe hartă.
Comuna Icoana se găsește la o distanta de 45 km de Slatina, reședința județului Olt. La 55 km se află orașul Pitești important centru ce poate ajuta dezvoltarea zonei Icoana, aceasta putând fi un important grânar.
Distanțe din centrul comunei până la: drumul european E574 - 30 km; gara din Sinești și calea ferată industrială - 15 km, aeroportul din Craiova la 90 km și benzinăria din Tufeni la 5 km.

## Infrastructura
Dotarea comunei Icoana din punct de vedere al infrastructurii este ilustrată prin:
- alimentare cu energie electric a 100% din spațiul locuibil - mai este nevoie de extinderea iluminatului public și în cartierul nou înființat Ursuia Sud;
- conducta de gaz pe 2% - magistrala de gaz străbate comuna și este posibilă extinderea, dar nu sunt fonduri în bugetul local pentru a realiza investiția;
- rețeaua de apă potabilă pe 10% - mai e nevoie pe 25 km;
- drum asfaltat pe 8% - drumurile sunt pietruite în mare parte și pe 5 km sunt asfaltate, dar e nevoie urgentă de modernizare pe 10 km;
- serviciu de telefonie fixă - există centrală digitală, centrala se afla în incinta primăriei
- televiziune prin cablu.

## Mediu natural
Clima bazinului hidrografic Vedea este caracterizată prin precipitații medii anuale de 550 mm - deficitară față de valoarea medie pe țară care este de peste 600 mm. Dintre factorii climatici care influențează nefavorabil scurgerea, temperaturile au rol hotărâtor - vara sunt foarte ridicate. Vânturile sunt cele neregulate. Cele mai frecvente vânturi bat din direcția de nord - est mai ales în timpul iernii și austrul care bate din partea de vest în timpul primăverii și mai ales toamna. Condițiile climatice și însușirile solurilor brun-roșcate de pădure și brune de pădure sunt prielnice pentru foarte multe plante de cultura, atât plante de câmp, cât și plante de nutreț, legume, viță de vie și pomi fructiferi.
Urme ale petrolului pe teritoriului comunei au fost cunoscute încă din anul 1940 în urma marelui cutremur. La malurile râului Vedea s-au produs niște crăpături, iar în acestea au apărut urme de petrol. Găsindu-se petrol în cantități mari și de calitate foarte buna s-a început forarea pe tot teritoriul comunei Icoana, ajungându-se la peste 200 de sonde. La început extracția petrolului se făcea prin erupție naturală, dar astăzi majoritatea sondelor extrag petrol cu ajutorul pompelor. Pe lângă acest prețios combustibil se mai extrage și gazul de sonda. Pe teritoriul comunei se poate construi o stație de benzinărie unde sa se separe țițeiul de apă, iar restul de țiței este împins prin conductă spre Rafinăriile Pitești și Ploiești.

## Personalități născute aici
- Gabriel Lungu (n. 1986), cântăreț de muzică populară.